# Miguelturra
Miguelturra ist eine Gemeinde in der spanischen Provinz Ciudad Real der Autonomen Region Kastilien-La Mancha.

## Geografie
Der Gemeinde bildet mit dem angrenzenden Ciudad Real einen gemeinsamen Ballungsraum.

## Geschichte
Im Spätmittelalter war Miguelturra einer der Protagonisten der andauernden politischen Krise zwischen der Krone von Kastilien und dem Orden von Calatrava, der die Präsenz von Ciudad Real inmitten seiner Lehnsgebiete fürchtete. In der Tat mangelte es nicht an Scharmützeln zwischen den Ordensrittern und den Behörden der Stadt. Gleichzeitig begünstigten die Calatravos Miguelturra wirtschaftlich mit dem Ziel, die Wirtschaft des benachbarten Rivalen zu ruinieren. Die Feindseligkeit erreichte ihren Höhepunkt während der Krise des 14. Jahrhunderts, als Bewohner von Ciudad Real in Miguelturra eindrangen und es bei sieben Gelegenheiten in Brand setzten. Von diesen wiederholten Bränden stammt der Name der Stadt, die den Beinamen Miguel Turrado erhielt, der später zu Miguelturra wurde.
Heute trennen Miguelturra und Ciudad Real gerade einmal 500 Meter. Es ist absehbar, dass das städtische Wachstum des Gebietes die ehemals verfeindeten Bevölkerungen schließlich vereinen wird; auch wenn der Antagonismus – politisch, sozial und kulturell – zwischen den beiden Bevölkerungen aufgrund des Unterschieds zwischen dem ländlichen Charakter von Miguelturra und der rasanten Entwicklung von Ciudad Real als Provinzhauptstadt immer noch zu spüren ist.